# Anders Danielsen Lie
Anders Danielsen Lie, né le 1er janvier 1979 à Oslo, est un acteur et médecin norvégien. Il est principalement connu pour son rôle de Anders dans le film Oslo, 31 Août.

## Biographie
Anders Danielsen Lie est né le 1er janvier 1979 à Oslo, Norvège. Il est fils d'un docteur et d'une actrice, Tone Danielsen (en). Avant de devenir acteur lui-même, il achève des études de médecine,.

## Carrière
En 2011, il décroche le rôle principal dans Oslo, 31 août, le deuxième long métrage du réalisateur norvégien Joachim Trier.
En 2014, on le retrouve dans le premier film de Lucie Borleteau, Fidelio, l'odyssée d'Alice, dans lequel il interprète le petit ami norvégien d’Alice qui parle parfaitement français. L'année suivante, Mikhaël Hers lui offre un rôle dans son premier long métrage Ce sentiment de l'été.
En 2018, il tourne deux fois en France dans La Nuit a dévoré le monde de Dominique Rocher et Allons enfants de Stéphane Demoustier, il joue également le terroriste Anders Behring Breivik dans Un 22 juillet de Paul Greengrass.
En 2021, il tourne de nouveau pour Joachim Trier dans Julie (en 12 chapitres) et il joue dans Bergman Island de Mia Hansen-Love avec Tim Roth, Mia Wasikowska et Vicky Krieps, qui sont tous les deux sélectionnés en compétition lors du Festival de Cannes 2021.

## Filmographie

### Cinéma
- 1990 : Herman d'Erik Gustavsen : Herman
- 2006 : Nouvelle Donne (Reprise) de Joachim Trier : Phillip
- 2009 : Hidden (Skjult) de Pal Oie : Peter
- 2010 : Tomme tonner de Leon Bashir et Sebastian Dalen : Nico
- 2011 : Oslo, 31 août (Oslo, 31 august) de Joachim Trier : Anders
- 2014 : Fidelio, l'odyssée d'Alice de Lucie Borleteau : Félix
- 2015 : Ce sentiment de l'été de Mikhaël Hers : Lawrence
- 2016 : Personal Shopper d'Olivier Assayas : Erwin
- 2016 : En approchant l'inconnu (Approaching the Unknown) de Mark Elijah Rosenberg : Greenstreet
- 2017 : Rodin de Jacques Doillon : Rainer Maria Rilke
- 2018 : La nuit a dévoré le monde de Dominique Rocher : Sam
- 2018 : Allons enfants de Stéphane Demoustier : David
- 2018 : Un 22 juillet (22 July) de Paul Greengrass : Anders Behring Breivik
- 2019 : Seizure de Rune Denstad Langlo et  (moyen métrage) : Max
- 2020 : Betrayed (Den største forbrytelsen) d'Eirik Svensson : Knut Rød
- 2021 : Bergman Island de Mia Hansen-Love : Joseph
- 2021 : Julie (en 12 chapitres) (Verdens verste menneske) de Joachim Trier : Aksel
- 2024 : Håndtering av udøde  de Thea Hvistendahl :
- 2024 : Première Affaire de Victoria Musiedlak : Alexis Servan
- 2024 : Mothers' Instinct de Benoît Delhomme : Simon

### Télévision
2016 : Nobel (Nobel – fred for enhver pris) de Per-Olav Sørensen :Jon Petter Hals